# Сьомино (Нижньогородська область)
Сьомино (рос. Сёмино) — присілок в Ковернинському районі Нижньогородської області Російської Федерації.
Населення становить 897 осіб. Входить до складу муніципального утворення Скоробогатовська сільрада.

## Історія
Від 2009 року входить до складу муніципального утворення Скоробогатовська сільрада.

## Населення
1. Н/Д[2]